# Idaea austriae
Idaea austriae là một loài bướm đêm trong họ Geometridae.